# Fernsehturm Ostankino

2007

Der Fernsehturm Ostankino (russisch Останкинская телебашня) ist ein Funk- und Fernsehturm in Moskau. Er ist das höchste Bauwerk Europas und war mit einer Höhe von ursprünglich 540 Metern seit seiner Fertigstellung 1967 bis 1975 das höchste freistehende Bauwerk der Welt. Nach dem Tokyo Skytree, dem Canton Tower und dem CN Tower ist er der vierthöchste Fernsehturm der Welt. Der acht Kilometer nördlich des Stadtzentrums stehende Turm wurde ab 1963 nach einem Entwurf von Nikolai Wassiljewitsch Nikitin errichtet und war bis zu einem ersten Brand im August 2000 für rund 200.000 Besucher jährlich eine Attraktion. Nach Renovierungsmaßnahmen ist er seit 2009 wieder für die Öffentlichkeit zugänglich.
Seine Höhe wurde 1976 vom 553 Meter hohen CN Tower in Toronto übertroffen und später von weiteren Bauwerken.

## Lage
Der Fernsehturm Ostankino steht im nordöstlichen Verwaltungsbezirk Moskaus im Stadtteil Ostankinski. Die begrünte Freifläche, auf der sich der Turm befindet, wird nördlich von der Hauptstraße Uliza Akademika Koroljowa begrenzt. Südöstlich des Turms steht die nach dieser Straße benannte Koroljow-Konzerthalle (russisch Концертный зал «Королёвский»), die für diverse Großveranstaltungen genutzt wird. Nördlich erstreckt sich der weitläufige Ostankino-Park, ein ehemaliges Landgut des Grafen Scheremetew mit einem Herrenhaus und mehreren Seen und Teichen im Botanischen Garten Moskau. Südwestlich des Fernsehturms befindet sich der Haltepunkt Ostankino an der Schnellfahrstrecke Moskau–St. Petersburg, an dem Nahverkehrszüge vom Leningrader Bahnhof unter anderem in Richtung Selenograd, Klin und Twer verkehren. Entlang der Uliza Akademika Koroljowa verläuft die Moskauer Monorail-Bahn, deren Stationen Telezentr und Uliza Akademika Koroljowa sich in der Nähe des Turms befinden. In der Nähe des Besucherzentrums befindet sich die Endhaltestelle mehrerer Straßenbahnlinien; der Trolleybus und weitere Buslinien halten direkt am Eingang zum Besucherzentrum. Der nächstgelegene U-Bahnhof ist WDNCh, etwa zwei Kilometer östlich des Fernsehturms.

## Geschichte

### Planung und Bau
Mit einem Dekret des Ministeriums für Kommunikation vom 17. März 1959 wurde der Auftrag für den Entwurf des Moskauer Fernsehturms vergeben. Fritz Leonhardt, Konstrukteur des als Vorbild dienenden, 1956 fertiggestellten Stuttgarter Fernsehturms, gab den Planern wichtige Ratschläge. Detaillierte Bauentwürfe wurden am 16. Mai genehmigt. Zunächst war als Standort ein Grundstück im Südwesten Moskaus vorgesehen, der dann allerdings in den Stadtteil Ostankino verlegt wurde. Eine weitere Verordnung vom 12. August 1960 sah die Versorgung von Moskau mit zwei Fernsehsendern, einem Hörfunksender sowie einem in Farbe ausgestrahlten Fernsehprogramm namens Igla vor. Im April 1961 kamen Zweifel an der Standfestigkeit des Baugrundes auf. Eine auf felsigem Untergrund in 40 m Tiefe basierende Gründung wurde als zu aufwändig verworfen. Man fand erst im Juli 1962 nach vielen Untersuchungen eine zuverlässige Lösung für die Fundamente. Durch das Einziehen von 149 Vorspannseilen, deren Zugkraft automatisch überwacht und reguliert wird, konnte der Turm ungewöhnlich schlank ausgeführt werden und die maximale Schwankung an der Spitze von 3 m auf die Hälfte reduziert werden. Die endgültige Baugenehmigung wurde am 22. März 1963 erteilt.

### Brandkatastrophe

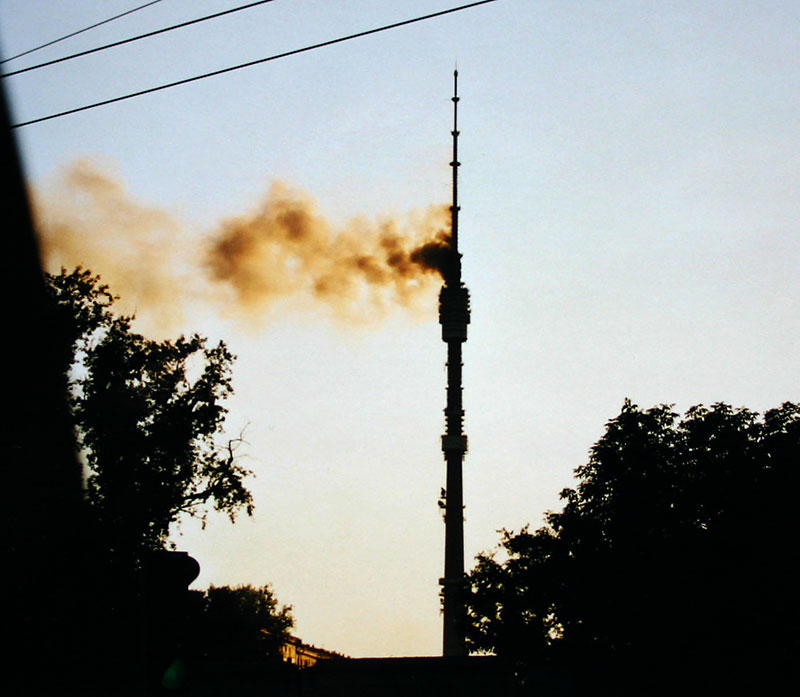
Der brennende Ostankino-Turm im August 2000

Bei einem Brand am 27. August 2000 starben vier Menschen (drei Feuerwehrleute und eine Aufzugführerin), als ihr Aufzug über 200 m in die Tiefe stürzte. Der Brand brach in 450 Meter Höhe aus. Das Feuer fraß sich bis in eine Höhe von etwa 60 m über dem Boden, wo die Feuerwehr eine Schaumbarriere errichtete, durch den Turm hinunter. Seine Struktur erlitt, unter anderem durch das Reißen von mehr als der Hälfte der Vorspannseile, so starke Schäden, dass sogar ein Abriss in Erwägung gezogen wurde. Wegen der Einsturzgefahr wurde einen Tag nach dem Brand eine Sicherheitszone von 700 Metern um den Turm abgesperrt. Die Aussichtsplattform und das Restaurant 7. Himmel waren für mehrere Jahre wegen Renovierung geschlossen.
Als eine Brandursache gilt ein Kurzschluss. Trotz voller Auslastung der elektronischen Anlagen schon zu Beginn der 1990er Jahre seien immer wieder zusätzliche Geräte, vor allem finanziell sehr lukrative Pagersysteme, im Turm installiert worden. Dadurch sei eine zuletzt 30 %ige Überlastung entstanden, was von der Feuerwehr schon Jahre vor dem Brand beanstandet worden sein soll.
Aufgrund einer falsch interpretierten offiziellen Meldung wurde in einigen internationalen Tageszeitungen 2003 berichtet, der Ostankino-Turm sei durch eine neue Antenne 40 Meter höher als vorher, nämlich 580 Meter hoch. Es wurde zwar eine neue Antenne montiert; die Höhe blieb aber unverändert. Eine weitere neue Antenne war vorgesehen, die Finanzierung war aber nicht gesichert.
Am 25. Mai 2007 meldeten russische Nachrichtenagenturen erneut den Ausbruch eines Feuers, diesmal in 340 Meter Höhe. Es konnte schnell gelöscht werden. Ursache waren Schweißarbeiten an einer Außenaufhängung.
Seit 7. April 2009 sind die Aussichtsplattformen wieder für die Öffentlichkeit zugänglich, auch die Restaurants sind wieder geöffnet.

## Beschreibung

### Architektur und Technik

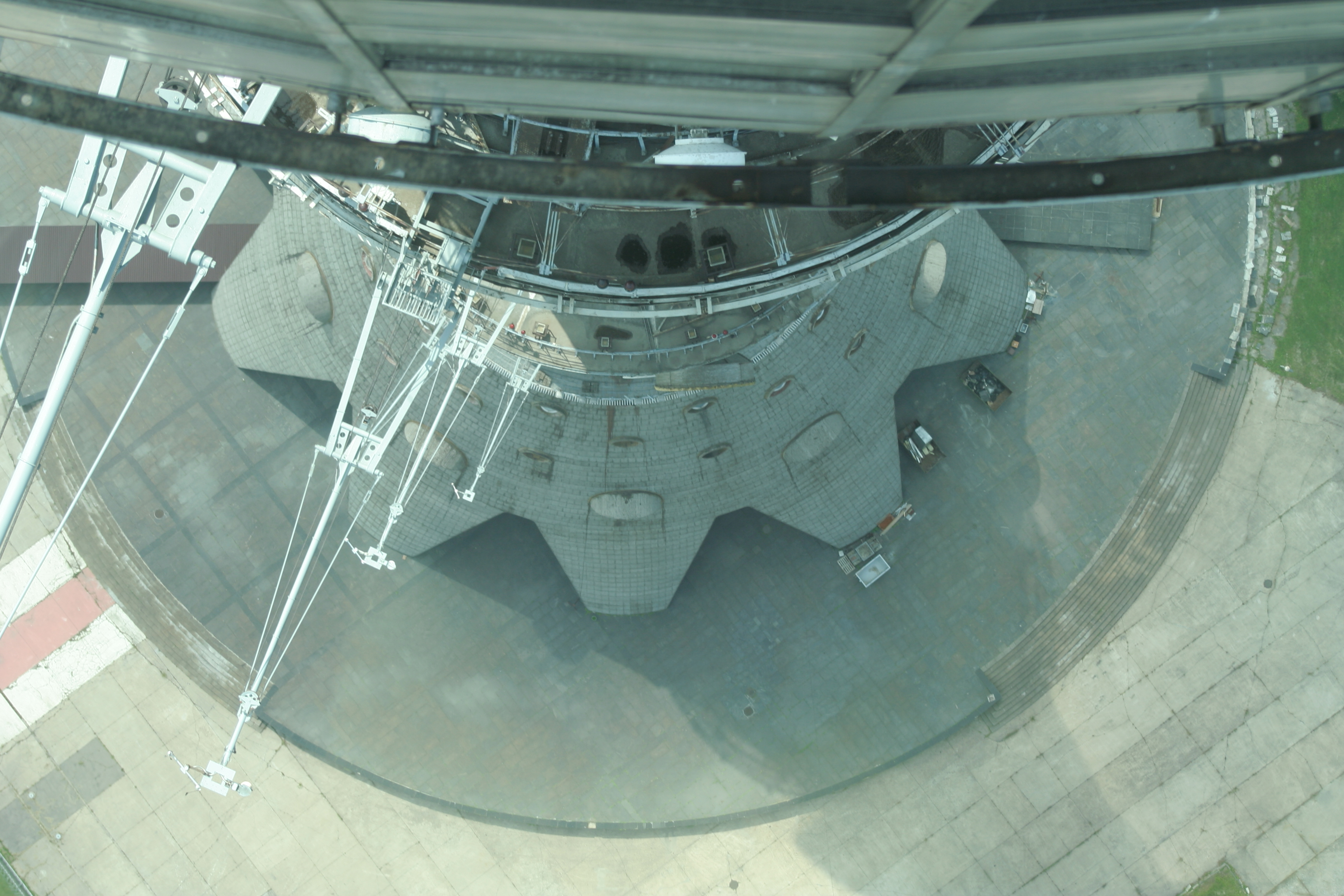
Blick von der Aussichtsplattform auf den Turmschaft und -fuß, gut zu erkennen sind auch die meteorologischen Messinstrumente

Der Fernsehturm Ostankino steht auf einem Ringfundament mit 74 Meter Durchmesser, das 3,5 Meter in die Erde ragt. Sein Turmfuß besteht aus einem 63 Meter hohen Kegelstumpf mit zehn trapezförmigen Aussparungen. Darüber befinden sich unterschiedlich große Bullaugen. Der ungewöhnliche stelzenartige Turmfuß lehnt sich formenmäßig an die Pflanzenwelt an; Baumstämme ragen ähnlich in den Himmel. Ein ähnliches Erscheinungsbild hat der ebenfalls in den 1960er Jahren begonnene Fernsehturm Ještěd in Tschechien.
Auch der Fernsehturm Ochsenkopf und der Fernsehturm Pjöngjang ähneln in ihrer Form dem Fernsehturm Ostankino.
Der Durchmesser des Turmschafts verjüngt sich von 18 auf 8,10 Meter. Der Betonteil ist 385 Meter hoch. Daran schließt sich ein Stahlmast als Antennenträger an. Im Schaft befinden sich drei für die Öffentlichkeit nicht zugängliche Geschosse auf 147, 243 und 269 Meter Höhe. Auf unterschiedlichen Höhen kragen Ringplattformen für Richtfunkantennen und Windmessgeräte sowie Einzelgeschosse für Sendezwecke aus. Der Fuß und der Schaft umfassen insgesamt einen umbauten Raum von über 70.000 Kubikmeter. Alle Geschosse haben 15.000 Quadratmeter Gesamtfläche.
Der eigentliche Turmkorb befindet sich auf einer Höhe von 325 bis 360 Metern und hat acht Geschosse. Aus seiner zylindrischen Grundform springt aus der Mitte ein ebenfalls zylindrisches Geschoss hervor.
Die drei Schnellaufzüge (7 m/s) und einen Lastenaufzug (4 m/s) mit einer Förderhöhe von je 385 m lieferte die Stuttgarter Firma R. Stahl. Es waren damals die höchsten in Europa gebauten Fahrstühle, es mussten neue technische Lösungen für die Signalübertragung und zum Ausgleich der Turmbewegungen und Temperaturunterschiede gefunden werden.

### Publikumseinrichtungen
In 58 Sekunden können Besucher mit dem Aufzug die Aussichtsplattform mit gläsernen Fenstern im Boden in 337 Meter Höhe erreichen. Es gibt strenge Sicherheitsvorkehrungen vergleichbar mit denen an einem Flughafen. Personen, die im Evakuierungsfall nur erschwert aus dem Turm gebracht werden können (z. B. Rollstuhlfahrer, Alkoholisierte), wird der Zugang untersagt. Taschen müssen zur Aufbewahrung abgegeben werden, Fotoapparate können jedoch mit hochgenommen werden. Die Besichtigungstour erfolgt jeweils zur vollen Stunde als geführte Exkursion. Dabei werden zunächst am Boden technische und historische Details an einem Modell erläutert. Auch nach der Auffahrt werden weitere Informationen gegeben, während man die Aussicht genießen kann. Das Drehrestaurant ist inzwischen wieder zugänglich. Nach knapp einer Stunde findet man sich wieder am Fuß des Turmes ein, um die Sicherheitsschleusen zu passieren. (Stand September 2016)

## Frequenzen und Programme
Der Fernsehturm Ostankino strahlt derzeit 19 Fernseh- und 15 Hörfunkprogramme aus. Die ersten Hörfunksignale sendete der Turm am 7. November 1967. Im Laufe der Jahre wurden die Sendestärken der Antennen verbessert und deren Zahl erhöht.

### Abgestrahlte Fernsehprogramme
| Programm | Kanal | ERP     | Bemerkungen        |
| --- | ----- | ------- | ------------------ |
| Perwy kanal | 01    | 40 kW   |                    |
| TV Center | 03    | 40 kW   |                    |
| Rossija 2 | 06    | 01 kW   |                    |
| NTW | 08    | 40 kW   |                    |
| Rossija 1 | 11    | 60 kW   |                    |
| TV Daryal | 23    | 10 kW   |                    |
| Euronews | 25    | 10 kW   |                    |
| STS – Moscow | 27    | 05 kW   |                    |
| 7 TV | 29    | 10 kW   |                    |
| Perwy kanal, Rossija 1, Rossija 2, Rossija 24, Rossija K, NTW, St. Petersburg - 5. Kanal, Radio Rossii, Radio Majak, Vesti FM | 30    | 01 kW   | DVB-T, MPEG-4 AVC. |
| Domashniy | 31    | 20 kW   |                    |
| DVisionSpice, DVisionNews, DVisionLive, TV1000                                                                                | 32    | 01,3 kW | DVB-T              |
| Rossija K | 33    | 20 kW   |                    |
| TNT | 35    | 05 kW   |                    |
| MTV | 38    | 10 kW   |                    |
| St. Petersburg – 5. Kanal | 40    | 05 kW   |                    |
| TV-3 Russia | 46    | 05 kW   |                    |
| РЕН | 49    | 20 kW   |                    |
| MUS-TW | 51    | 20 kW   |                    |
| Zvezda | 57    | 05 kW   |                    |
| 2x2 | 60    | 05 kW   |                    |

### Abgestrahlte Hörfunkprogramme
| Programm                                             | Frequenz   | ERP     |
| ---------------------------------------------------- | ---------- | ------- |
| Radio Rossii, Radio Podmoskovie, Radiocompany Moscow | 066,44 MHz | 15,0 kW |
| Business FM                                          | 87,50 MHz  |         |
| Retro FM                                             | 088,30 MHz | 01,0 kW |
| Radio Jazz                                           | 089,10 MHz | 01,0 kW |
| Radio Sputnik                                        | 91,20 MHz  |         |
| Radio Kultura                                        | 91,60 MHz  |         |
| Kommersant FM                                        | 93,60 MHz  |         |
| Goworit Moskwa                                       | 94,80 MHz  |         |
| Rock FM                                              | 95,20 MHz  |         |
| Dorozhnoie Radio                                     | 96,00 MHz  |         |
| Vesti FM                                             | 97,60 MHz  |         |
| Radio Schokolad                                      | 98,00 MHz  |         |
| Novoye Radio                                         | 98,40 MHz  |         |
| Radio Orfei                                          | 99,20 MHz  |         |
| Radio Serebryaniyi Dozhd                             | 100,10 MHz |         |
| Radio Wera                                           | 100,90 MHz | 05,0 kW |
| Radio DFM                                            | 101,20 MHz | 10,0 kW |
| Nashe Radio                                          | 101,70 MHz |         |
| Radio Monte Carlo                                    | 102,10 MHz |         |
| Majak                                                | 103,40 MHz |         |
| Radio Maximum                                        | 103,70 MHz | 10,0 kW |
| Radio 7 na semi cholmach                             | 104,70 MHz |         |
| Radio Kniga / Radio 1                                | 105,00 MHz |         |
| Capital FM                                           | 105,30 MHz |         |
| Russkoje Radio                                       | 105,70 MHz | 10,0 kW |
| Jewropa Pljus                                        | 106,20 MHz | 10,0 kW |

## Bildergalerie

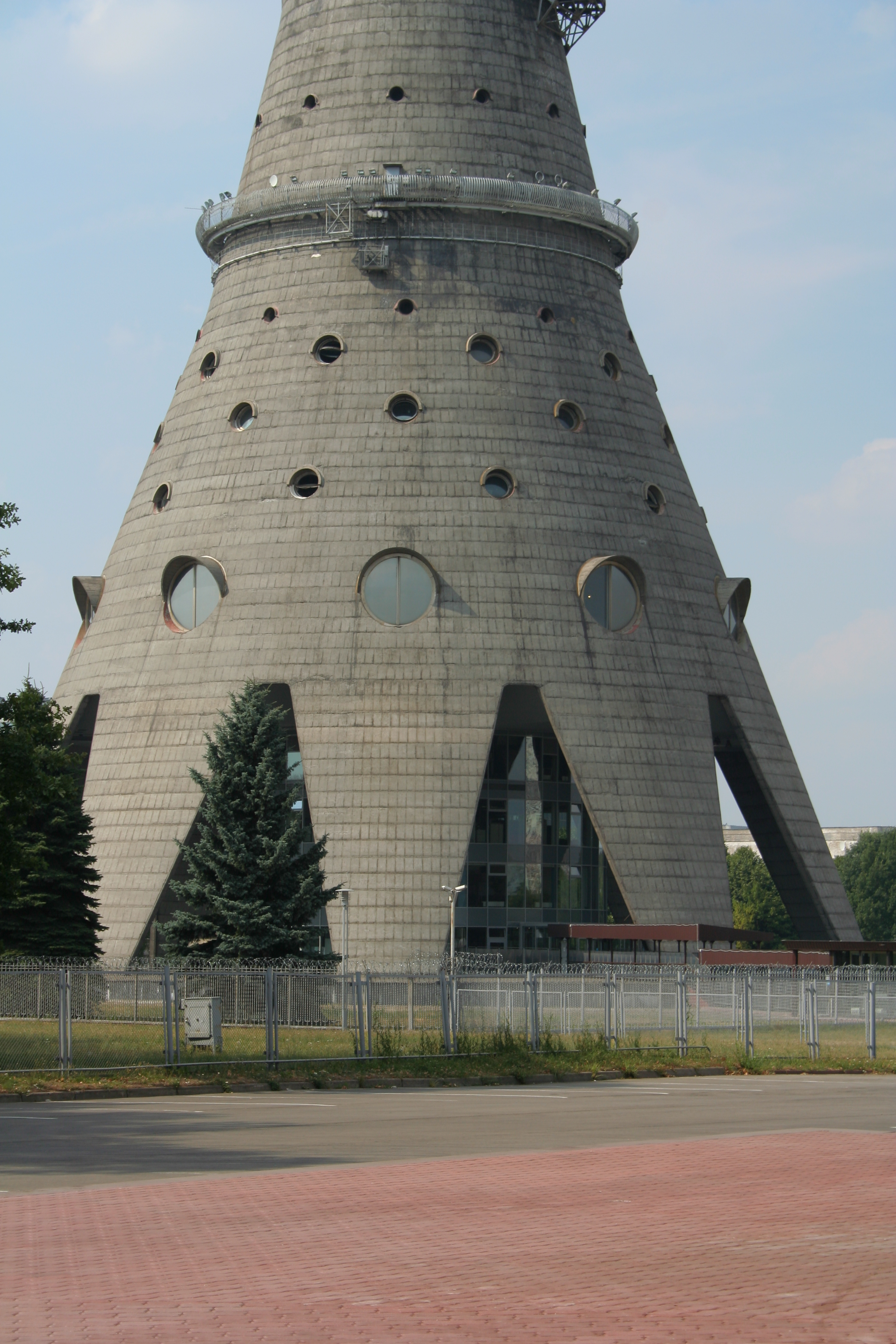
Turmfuß
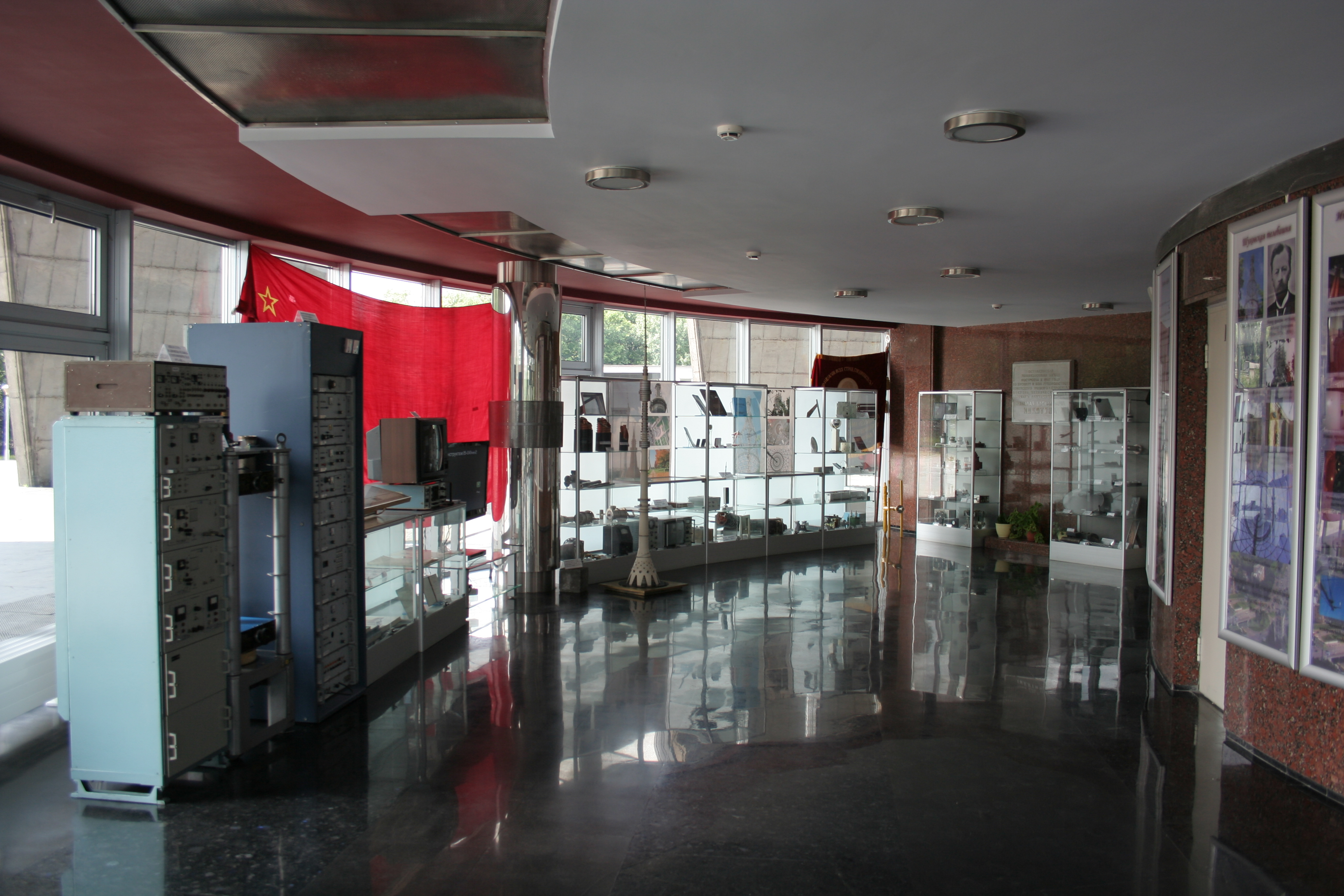
Ausstellung in der Eingangshalle des Turms
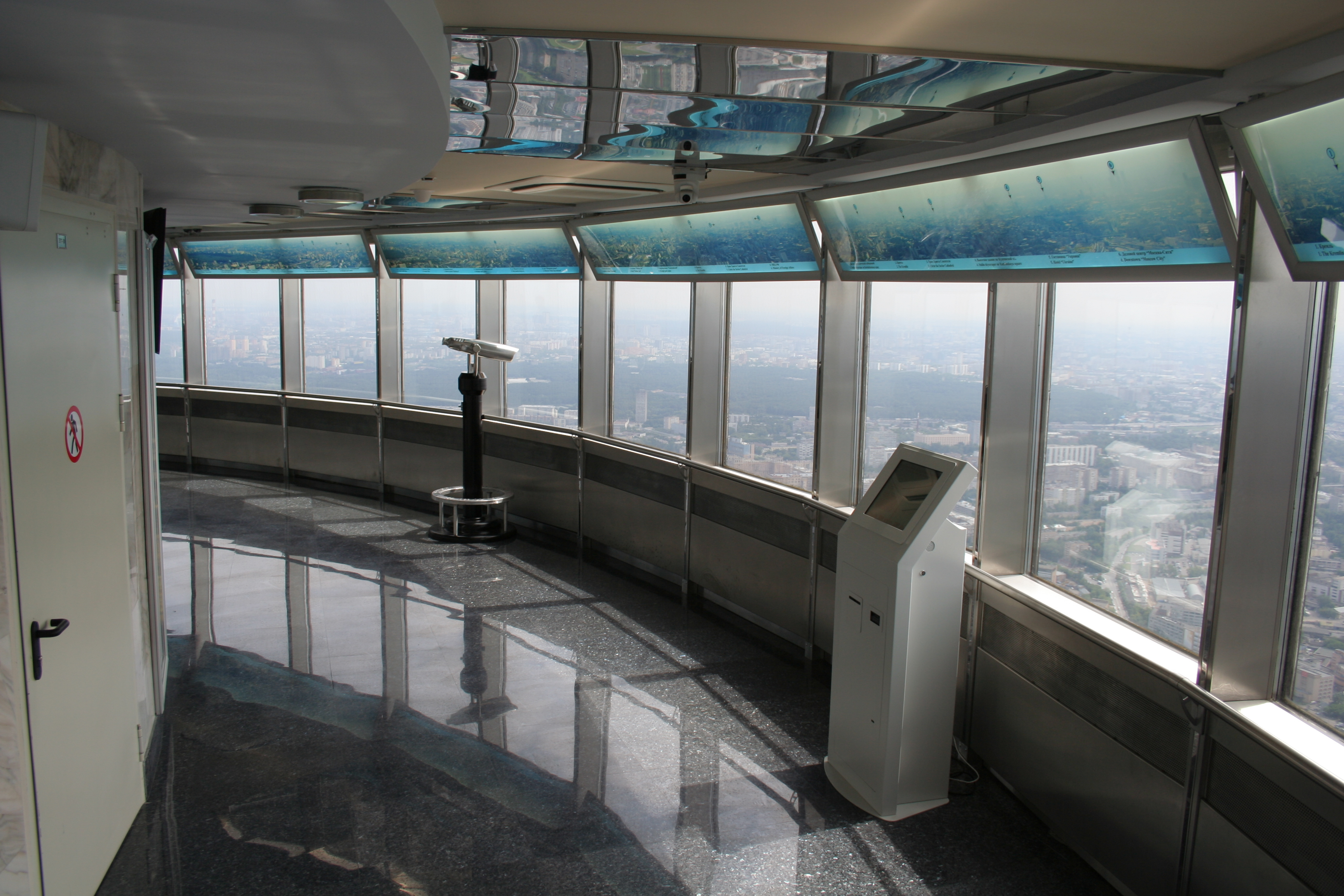
Die Aussichtsplattform
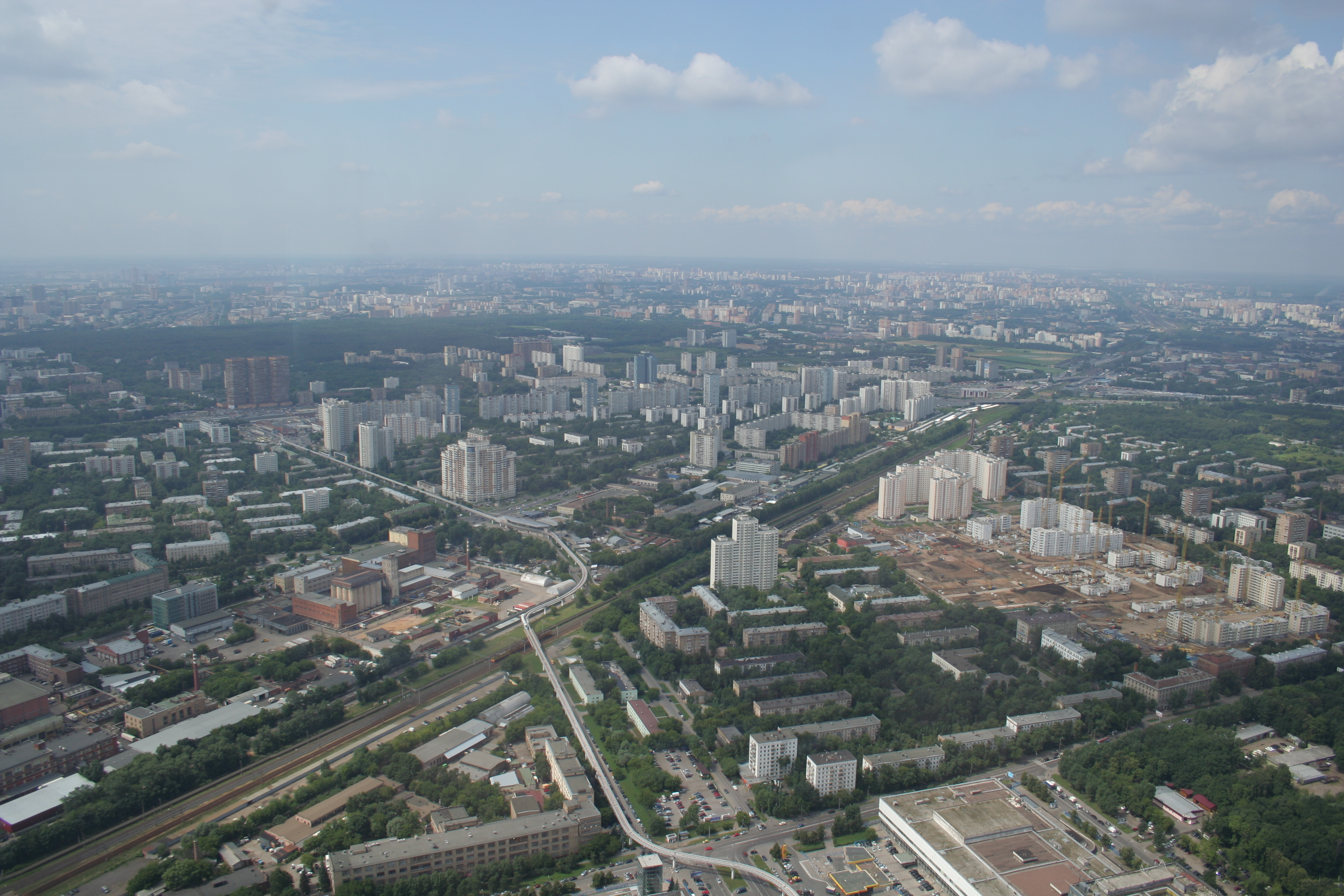
Blick nach Westen. In der Bildmitte ist das Gleis der Bahnstrecke Sankt Petersburg–Moskau zu sehen.
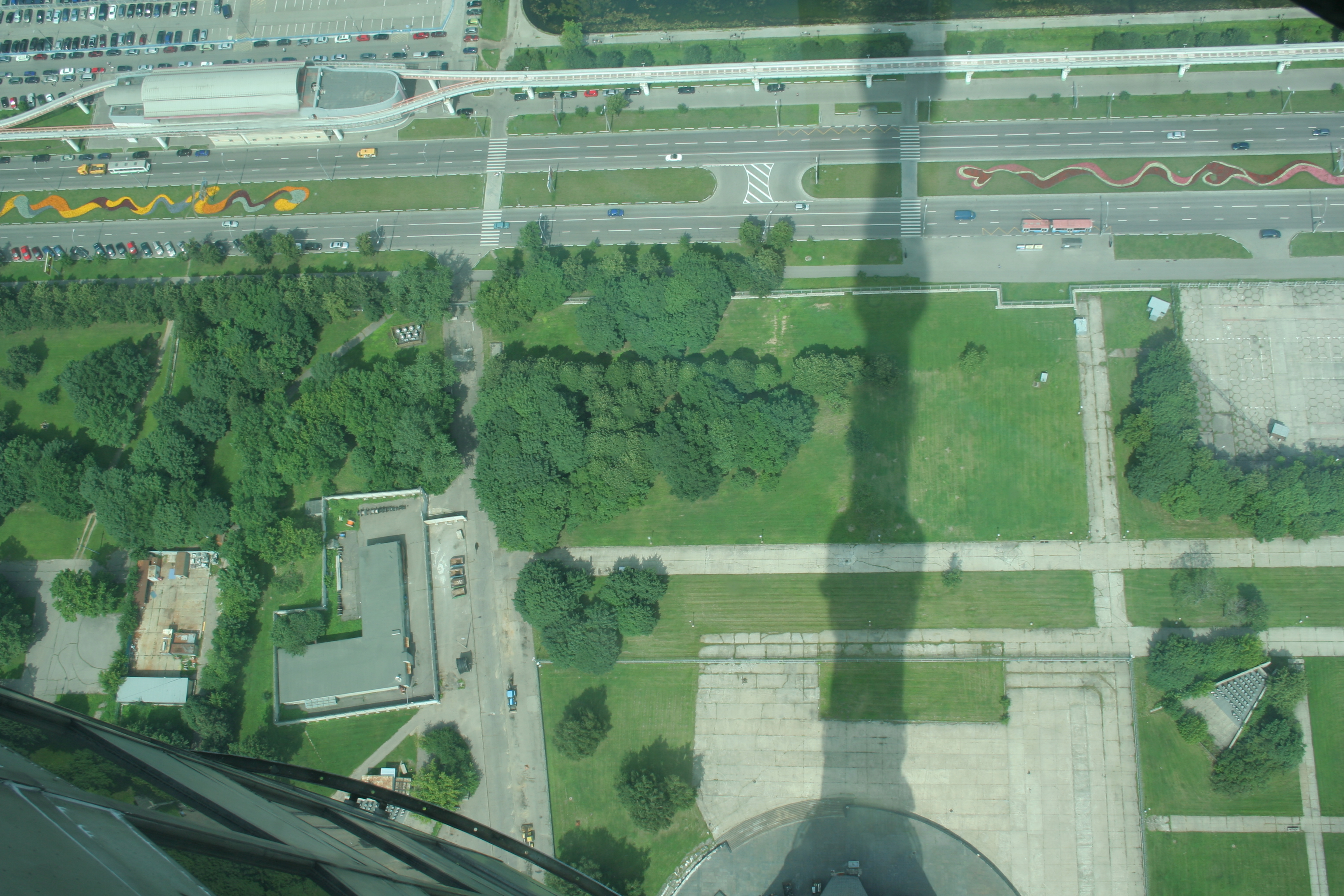
Blick durch eines der Glasfenster im Fußboden der Aussichtsplattform
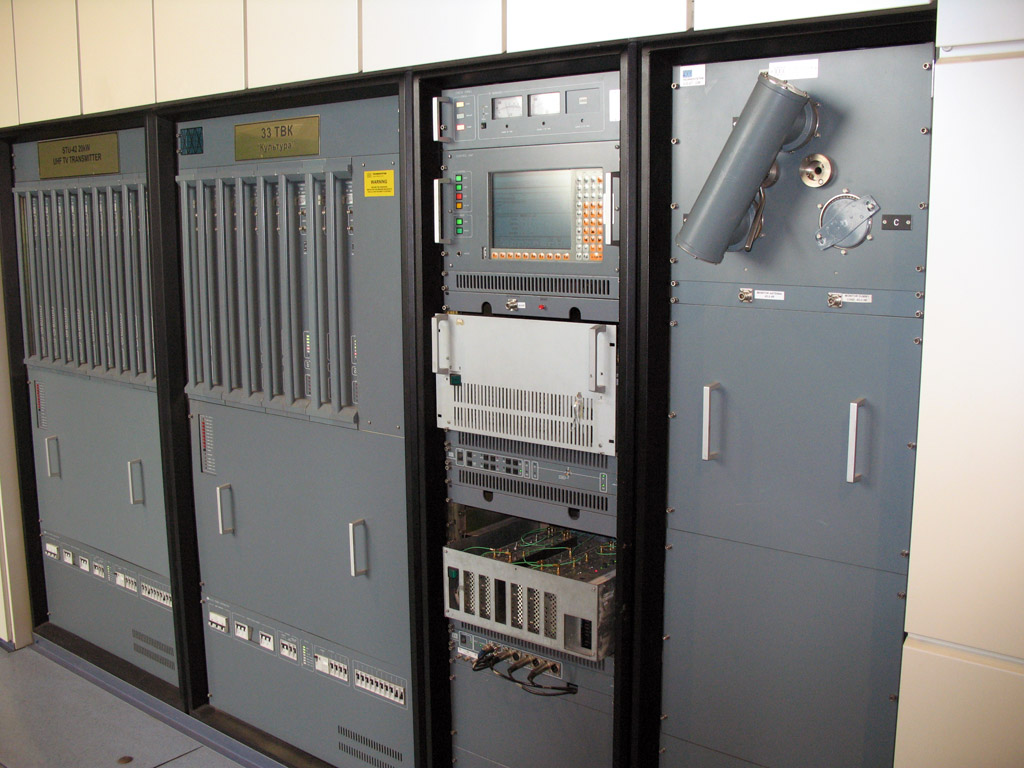
TV-Senderaum im Inneren
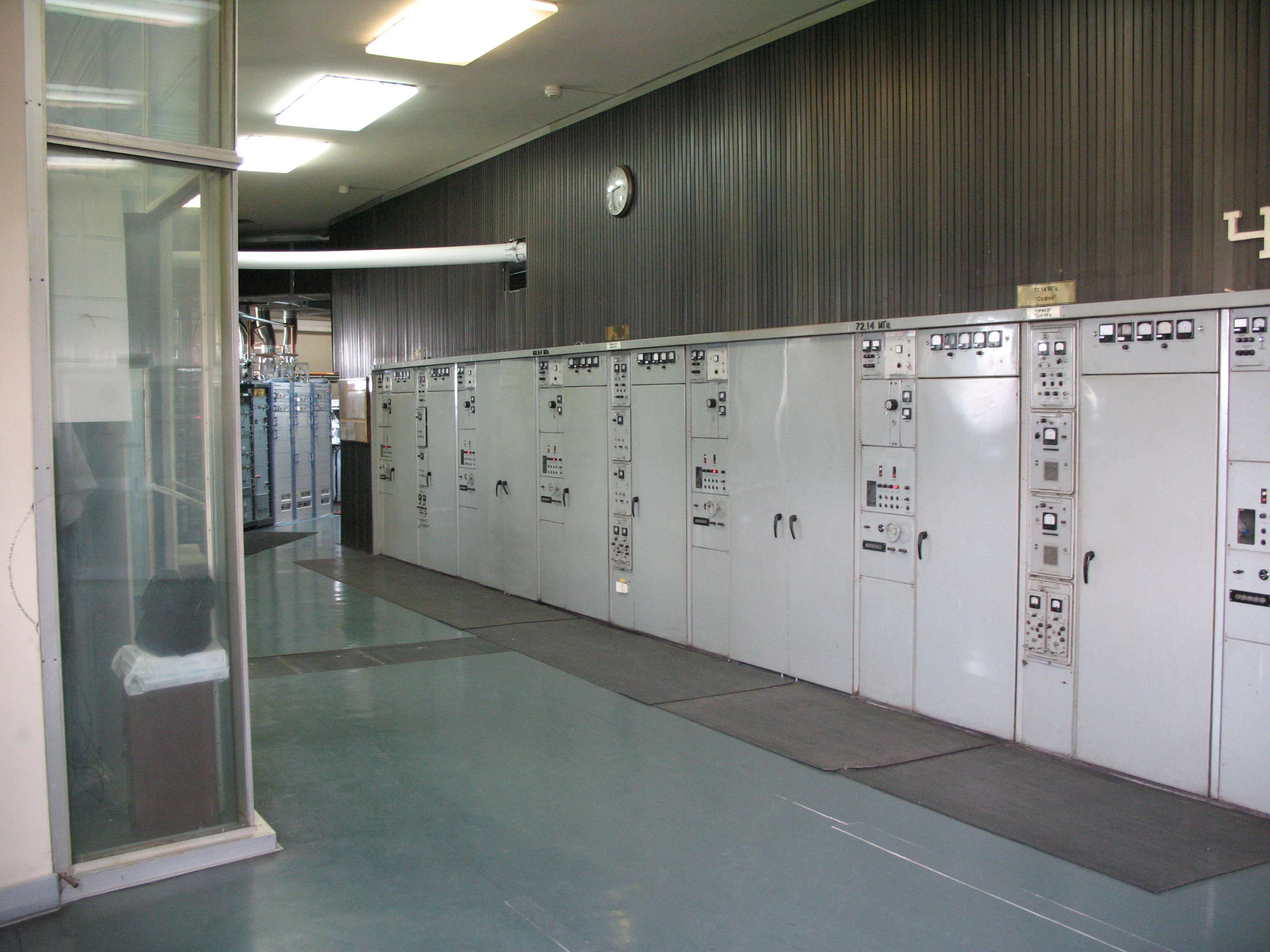
UKW-Senderaum

## Rezeption in der Kunst
- Metro 2033 (Computerspiel) (2010): Schauplatz des Finales im postapokalyptischen Moskau
- Wächter der Nacht (1998), von Sergei Lukjanenko: Kampf des Erzählers mit einem dunklen "Anderen"